# Джордж Міллер
Джордж Армітаж Міллер (англ. George Armitage Miller; 3 лютого 1920 — 22 липня 2012, Чарлстон, Західна Вірджинія, США) — американський психолог.
У 1940 році закінчив університет в Алабамі зі ступенем бакалавра мистецтв. У 1946 році захистив докторську дисертацію з психології в Гарвардському університеті. З 1968 року — професор експериментальної психології в Рокфеллерівському університеті в Нью-Йорку, з 1979 року — професор психології в Принстонському університеті. У 1969 році був обраний президентом Американської психологічної асоціації.
Найвідоміша його робота — «Магічне число сім, плюс-мінус два» (The Magical Number Seven, Plus or Minus Two: Some Limits on our Capacity for Processing Information) побачила світ у 1956 році в Psychological Review. Це число так само називають числом Інгве-Міллера.
У 1990 році нагороджений «William James Book Award» за свою книгу «The Science of Words», в 1991-му отримав з рук президента Джорджа Буша (старшого) Національну наукову медаль США.